# CyberConnect2
A CyberConnect2 (サイバーコネクトツー; Hepburn: Saibā Konekuto Tsū) japán videójáték-fejlesztő cég, amely elsősorban a .hack akció szerepjáték, illetve a Naruto franchise-on alapuló verekedős játék sorozatai révén ismert.

## Videójátékaik

### .hack//franchise
- .hack//Infection (PlayStation 2)
- .hack//Mutation (PlayStation 2)
- .hack//Outbreak (PlayStation 2)
- .hack//Quarantine (PlayStation 2)
- .hack//frägment (PlayStation 2)
- .hack//G.U. vol. 1//Rebirth (PlayStation 2)
- .hack//G.U. vol. 2//Reminisce (PlayStation 2)
- .hack//G.U. vol. 3//Redemption (PlayStation 2)
- .hack//Link (PlayStation Portable)
- .hack//Versus (PlayStation 3)
- Guilty Dragon (Android, iOS)[1]

### Little Tail Bronxsorozat
- Tail Concerto (PlayStation)
- Solatorobo: Red the Hunter (Nintendo DS)

### Naruto: Ultimate Ninjasorozat
- Naruto: Ultimate Ninja (PlayStation 2)
- Naruto: Ultimate Ninja 2 (PlayStation 2)
- Naruto: Ultimate Ninja Heroes (PlayStation Portable)
- Naruto: Ultimate Ninja Heroes 2: Phantom Fortress (PlayStation Portable)
- Naruto: Ultimate Ninja 3 (PlayStation 2)
- Naruto Shippuden: Ultimate Ninja 4 (PlayStation 2)
- Naruto Shippuden: Ultimate Ninja 5 (PlayStation 2)
- Naruto Shippuden: Ultimate Ninja Heroes 3 (PlayStation Portable)
- Naruto: Ultimate Ninja Storm (PlayStation 3)
- Naruto Shippuden: Ultimate Ninja Storm 2 (PlayStation 3, Xbox 360)
- Naruto Shippuden: Ultimate Ninja Impact (PlayStation Portable)
- Naruto Shippuden: Ultimate Ninja Storm Generations (PlayStation 3, Xbox 360)
- Naruto Shippuden: Ultimate Ninja Storm 3 (PlayStation 3, Xbox 360)
- Naruto Shippuden: Ultimate Ninja Storm 3 Full Burst (PlayStation 3, Xbox 360, PC)
- Naruto Shippuden: Ultimate Ninja Storm Revolution (PlayStation 3, Xbox 360)
- Naruto Shippuden: Ultimate Ninja Storm 4 (Microsoft Windows, PlayStation 4, Xbox One)

### Egyéb játékok
- Silent Bomber (PlayStation)
- Asura’s Wrath (PlayStation 3, Xbox 360)
- Jojo’s Bizarre Adventure: All Star Battle (PlayStation 3)
- Shadow Escaper (Android, iOS)
- Shinigami Messiah (Android, iOS)
- Little Tail Story (Android, iOS)
- Final Fantasy VII G-Bike (Android, iOS)
- JoJo’s Bizarre Adventure: Eyes of Heaven (PlayStation 3, PlayStation 4)
- New World Vol. 1: Maiden of Silver Tears (Android, iOS)

## Filmjeik
- .hack//G.U. Trilogy[2]
- .hack//The Movie[3]